# Шатро

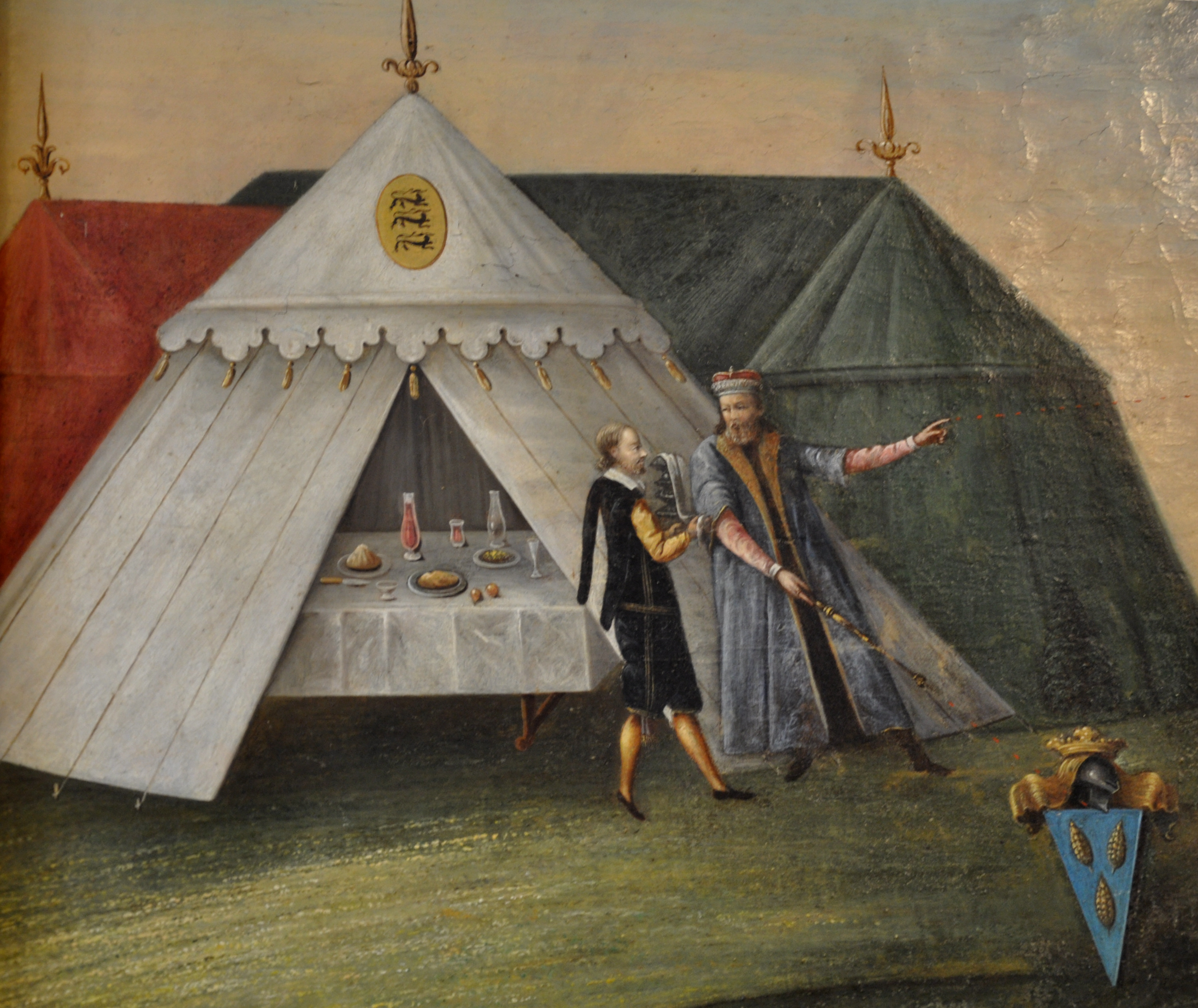
Мініатюра з музею у Вальденбурзі, фрагмент

Шатро́ — легке, розбірне, переважно конусоподібне житло з тканини, шкіри, великий намет. Шатро є (під різними назвами) національним житлом багатьох кочових народів.

## Етимологія

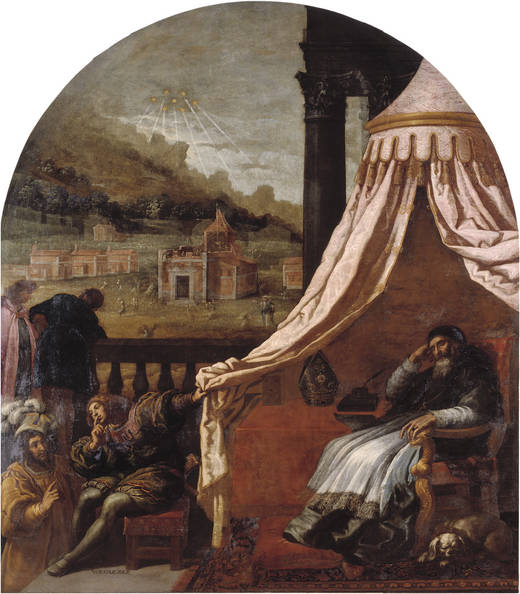
Вінченцо Кардуччі. Сон Гюго, єпископа Гренобльського, 1626—1632

Слово «шатро» (д.-рус. шатьръ, шатеръ, шаторъ, біл. шацёр, рос. шатёр) запозичене з тюркських мов: пор. каз. та ногайськ. шатыр, уйг., тат., алт., азерб. та туркмен. чадыр, шорське шадыр, тур. çadir, дав.-тюрк. čadir, čačir, čašir, čatir. До тюркських мов це слово потрапило з перської, де čadar значить «намет», «заслін» (звідси також «чадра»). Воно споріднене з дав.-інд. chattram («заслін»).

## Історія
Шатро згадують у Старому Заповіті (староцерк.-слов. куща). У євреїв до побудування постійного храму місцем для відправи релігійних обрядів слугувало велике шатро — скинія (грец. σκηνή являє собою кальку івр. מִשְכָּן).

## Шатро як національне житло
- Юрта — шатро кочових і напівосілих народів Центральної та Середньої Азії
- Вігвам — житло північноамериканських індіанців алгонкінів
- Тіпі — намет кочових індіанців Великих рівнин
- Чум — переносне житло у деяких народів Півночі Росії
- Туарезьке шатро — національне житло північноафриканських туарегів

## Цікаві факти
- Слово «сцена» походить від scaena (scēna) — латинської адаптації грецького слова σκηνή («шатро», «намет»)[3]. У давньогрецькому театрі словом σκηνή, скене звалося приміщення за сценою (первісно шатро), де перевдягалися актори (у той час як сама сцена звалася προσκήνιον, проскеніон — «переднамеття»).
- Назва гірського масиву Чатир-Даг буквально означає «Шатро-Гора».